# کارخانجات نساجی مازندران
کارخانجات نساجی مازندران، از شرکت‌های بزرگ تولید پارچه در قائم‌شهر است. خطوط مختلف این شرکت‌ها فرآوری، آماده‌سازی، تولید پارچه و رنگ آمیزی آن را انجام می‌دهند. کارخانجات نساجی مازندران از قدیمی‌ترین شرکت‌های نساجی خاورمیانه می‌باشد و از سه کارخانه تشکیل شده که هم‌اکنون دو کارخانه نیمه فعال و یک کارخانه تعطیل شده است. کارخانجات نساجی مازندران درگذشته بزرگترین شرکت نساجی خاورمیانه بود.

## تاریخچه

### احداث
شروع احداث کارخانه در زمینی به مساحت ۶،۶۳۳ متر در سال ۱۳۰۷ آغاز شد و در سال ۱۳۰۹ واحد شماره ۱، از اولین و قدیمی‌ترین کارخانجات نساجی ایران، توسط رضاشاه پهلوی به بهره‌برداری رسید. این کارخانه در ابتدا به‌منظور تولید پارچه برای لباس سربازان شروع به فعالیت نمود و در بعد از مدتی شروع به فعالیت در حوزه چیت‌سازی (تولید پارچه نخی از پنبه و چاپ روی پارچه) نمود. فعالیت کارخانه به مرور گسترش یافت و بخش‌های جدیدی را از جمله در سال ۱۳۱۰ بخش نخ ریسی، ۱۳۱۳ پارچه بافی و ۱۳۱۸ بخش هیدروفیل (پنبه بهداشتی) راه‌اندازی کرد. این کارخانه در دهه ۱۳۳۰ و در زمان محمدرضاشاه پهلوی، با استفاده از تسهیلات بانک اعتبارات صنعتی فعالیت خود را گسترش داد. در ۱۳۳۶ واحد شماره دو کارخانه تأسیس شد.
در تاریخ ۱ مرداد ۱۳۴۴ شرکت سهامی عام نساجی قائم‌شهر تحت شماره ۱۵۳ در اداره ثبت شرکت‌های داخلی به ثبت رسید. 
در سال ۱۳۵۶ واحد شماره سه به بهره‌برداری رسید.

### بعد از انقلاب ۵۷
بعد از انقلاب ۵۷ در جریان تغییر مالکیت‌های دولت قبل از انقلاب توسط مراجع تصمیم‌گیر بعد از انقلاب، تغییر در نحوه سیاست گذاری‌ها و سازمان‌های دولتی، این کارخانه زیر نظر وزارت صنایع و معادن درآمد.
اوج فعالیت‌ کارخانه بعد انقلاب در سال‌های دههٔ ۱۳۶۰ و ۱۳۷۰ بود، در این زمان شرکت ۱۶۷ نمایندگی در سراسر ایران داشت که به عرضه و فروش مستقیم محصولات کارخانه می‌پرداختند.

## ورشکستگی
بانک صنعت و معدن به‌علت بدهی، شرکت نساجی مازندران را در سال ۱۳۷۲ به بانک ملی واگذار کرد و به این‌ترتیب وزارت صنایع و معادن یکی از بزرگترین شرکت‌های تولیدی و صنعتی‌اش را از مالکیت خود خارج و به بانک ملی فروخت، این نقطه شروعِ افول و مشکلات کارخانه نساجی مازندران بود. پس از مالکیت بانک ملی تا سال ۱۳۸۰ به‌طور مستمر ریاست کارخانه تغییر کرده و فعالیت مفیدی برای بهبود شرایط انجام داده نشد.

## احیا
رضا رحیمی شهردار قائم‌شهر گفت با توافق نظر و همکاری شورای اسلامی شهر در پنجمین مزایده واگذاری کارخانه مورخ ۱۲ مهر ۱۳۹۵ شرکت کرد و شهرداری قائم‌شهر توانست با مبلغ ۳۰ میلیارد تومان مالک قدیمی‌ترین کارخانه نساجی مازندران شود.

او بعد از برنده شدن در مزایده هدف از خرید کارخانه را این‌گونه بیان کرد: 
هدف از خرید کارخانه، زنده نگه داشتن خاطرات شیرین این کارخانه در اذهان مردم این دیار بوده که یادآور روزهای خوبی برای کارگران و مردم زحمتکش این سرزمین است.
در آذر ۱۳۹۸ تفاهمنامه رسمی احیای کارخانه نساجی بین محمد مخبر رئیس ستاد اجرایی فرمان امام و احمد حسین زادگان استاندار مازندران به‌همراه مسئولان مربوطه، در نشستی بعد از بازدید از کارخانه نساجی به امضاء رسید و اولین چک ستاد هم برای بازسازی و احیای کارخانه نساجی صادر شد.
حدوداً یک‌ماه بعد در تاریخ ۱ دی احمد حسین زادگان استاندار مازندران «کارگروه تعیین تکلیف کارخانه نساجی شماره ۱» را تشکیل داد و در کارگروه ستاد تسهیل و رفع موانع تولید استان گفت:
از اردیبهشت 1401 با در خواست ستاد تامین استان و با ورود سازمان حمایت از صنایع، کارخانه نساجی مازندران جانی تازه گرفت و با شعار نساجی زنده تر از همیشه ، هر روز در مسیر تعالی قدم میگذارد . 